# Siegfried Oberndorfer
Siegfried Oberndorfer (ur. 24 czerwca 1876 w Monachium, zm. 1 marca 1944 w Stambule) – niemiecki lekarz patolog.

## Życiorys
Studiował na Uniwersytecie Ludwika i Maksymiliana w Monachium oraz Uniwersytecie Chrystiana Albrechta w Kilonii. W roku 1900 otrzymał tytuł doktora medycyny. Od 1902 do 1906 był asystentem w Instytucie Patologii w Monachium. Habilitował się z anatomii patologicznej w 1906 roku i od 1910 roku kierował instytutem patologii w Monachium-Schwabing. Zmarł na grasiczaka 1 marca 1944 roku w Stambule.

## Dorobek naukowy
W 1907 roku opisał rakowiaka i wprowadził używaną do dziś nazwę (niem. Karzinoide, łac. carcinoid).

## Wybrane prace
- Karzinoide Tumoren des Dünndarmes. Frankfurter Zeitschrift für Pathologie, 1907, 1: 426-429.
- Pathologisch-anatomische Situsbilder der Bauchhöhle. W: Lehman’s Medizinische Atlanten, Munich, 1922.
- Die Geschwülste des Darmes. W: Handbuch der pathologischen Anatomie, Band 4,3, Berlin, 1929.
- Prostata, Hoden, Geschwülste. W: Handbuch der pathologischen Anatomie, Band 6, Berlin, 1931.